# Zweeds wittebrood

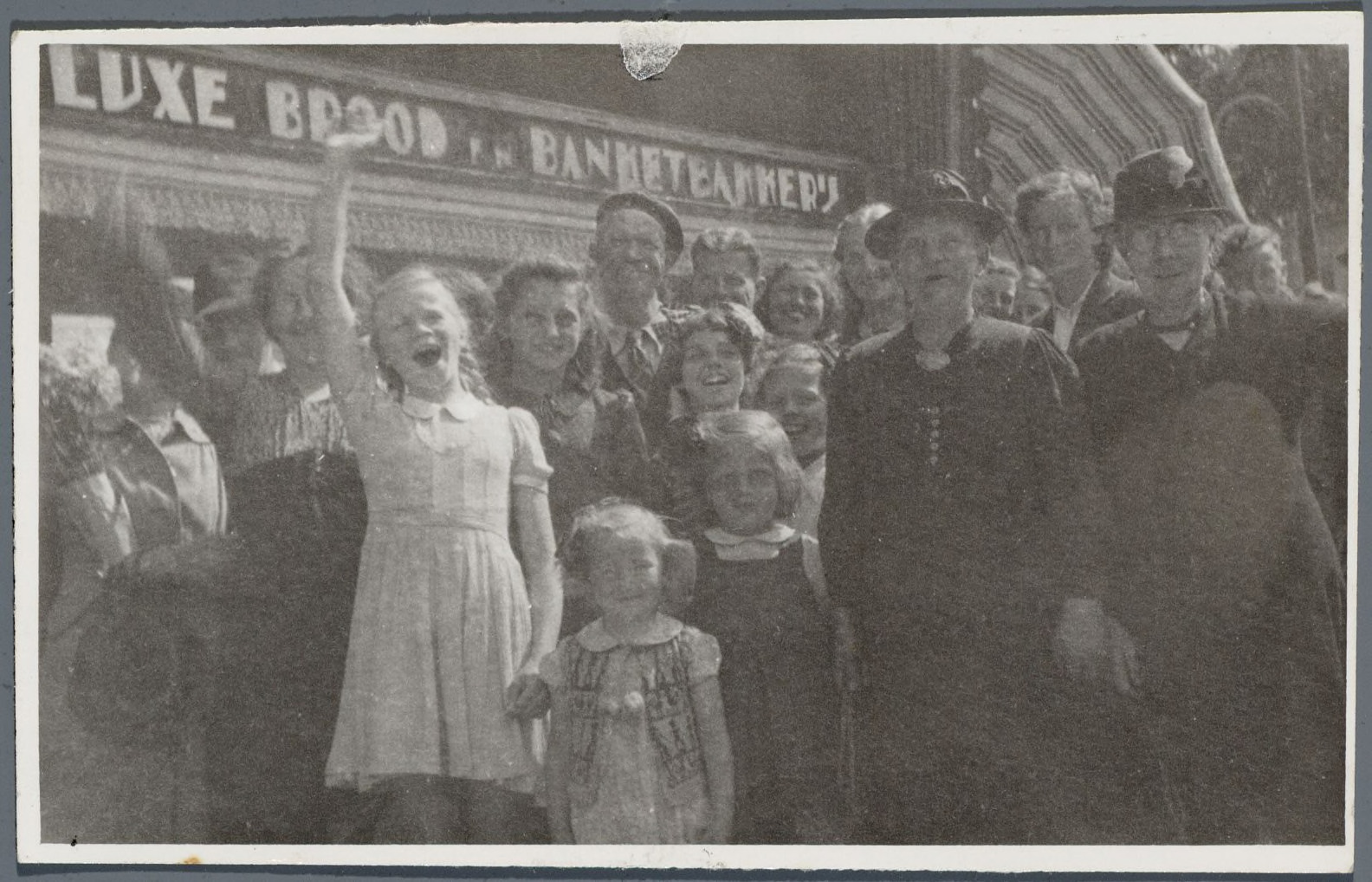
Uitreiking in Alkmaar van Zweeds wittebrood in april 1945

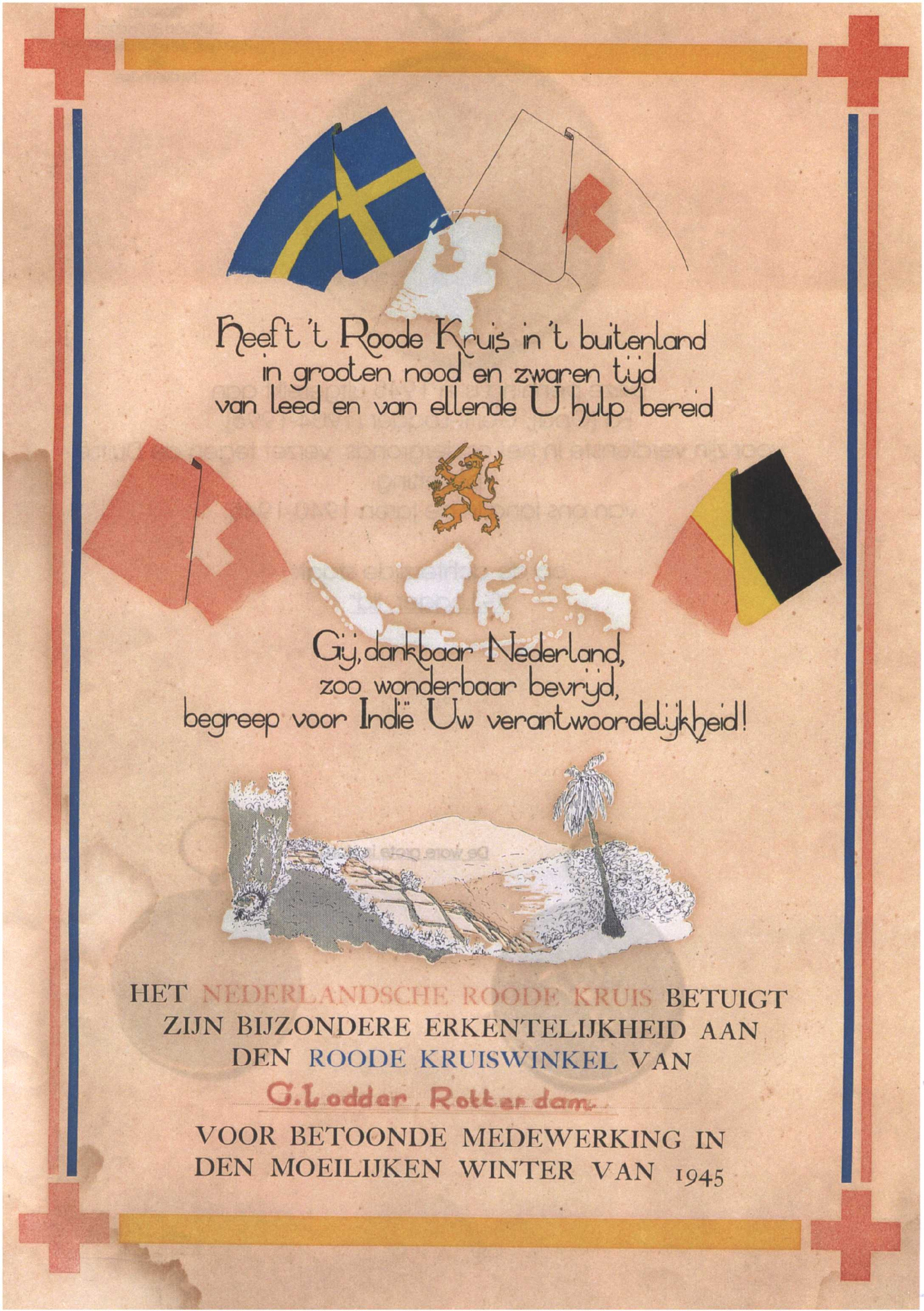
Voor de distributie werden middenstanders als tijdelijke Rode Kruiswinkels aangewezen. Zij ontvingen naderhand deze oorkonde als erkenning.

Zweeds wittebrood is het brood dat aan de mensen in Nederland werd gegeven gedurende de Hongerwinter rond maart 1945.
In de herinnering van velen werd het Zweeds wittebrood boven Nederland uitgegooid door Amerikaanse en Britse bommenwerpers in april/mei 1945 tijdens operatie Manna. Het brood was echter in Nederland gebakken, van meel dat aangevoerd werd door drie grote schepen van het Zweedse Rode Kruis (de Noreg, de Dagmar Bratt en de Hallaren). De eerste twee schepen liepen op 28 januari 1945 de haven van Delfzijl binnen. Het vrachtschip Hallaren volgde korte tijd later. Aan boord van de eerste twee schepen bevond zich zo'n 3700 ton aan voedsel. In de Hallaren bevond zich zo'n 4000 ton aan voedsel. De verwarring met het beeld aan de latere voedseldroppings ten gevolge van het Akkoord van Achterveld lag hieraan waarschijnlijk bij velen ten grondslag. Alvorens het meel bij de bakkerijen aankwam, trachtten de Duitsers de bevoorrading hiervan te traineren, waardoor pas in maart 1945 daadwerkelijk tot het verstrekken van het brood kon worden overgegaan.
Van het aangevoerde meel werd in Nederlandse bakkerijen het echte 'Zweedsch wittebrood' gebakken. Het vervoer van dit brood (onder supervisie van het Rode Kruis) werd bemoeilijkt door tekort aan transportcapaciteit, waardoor het voor de stedelijke bevolking nog een maand duurde voordat zij dit brood in handen kreeg. Voor de bevolking in de hongerende gebieden was het Zweeds wittebrood en de bijgeleverde margarine een onvergetelijke ervaring. Na gedurende jaren van bezetting en slechte voeding oorlogsbrood te hebben gegeten, proefde men nu eindelijk weer kwalitatief goed brood waarvan men smaak en geur bijna vergeten was. De overlevenden van de Hongerwinter vertelden nog 50 jaar later enthousiast over deze voedselhulp, die voor hen als een gave des hemels uit de lucht kwam vallen.